# Wirtschaftssimulation (Computerspielgenre)
Als Wirtschaftssimulation wird ein Computerspiel bezeichnet, das wirtschaftliche Zusammenhänge oft stark vereinfacht simuliert. Solch ein Computerspiel ist damit eine Sonderform einer Wirtschaftssimulation und dient als Spiel vor allem Unterhaltungszwecken, seltener auch Ausbildungszwecken.

## Spielgegenstand
Die Aufgabe des Spielers besteht darin, in einem simulierten Wirtschaftssystem z. B. durch Errichten von Produktionsanlagen, geschicktes Handeln oder durch das Führen eines Unternehmens, eines Vereins oder Staates möglichst viel Gewinn zu erwirtschaften und sich gegenüber Konkurrenten zu behaupten. Der Spieler wird in der Regel auf Management-/Geschäftsführungsebene angesiedelt und muss entsprechende Entscheidungen treffen. Die Wirtschaftssimulation nutzt dabei vereinfachte ökonomische, politische und rechtliche Zusammenhänge.
Es gibt zahlreiche Ausprägungen und Subgenres der Wirtschaftssimulationen, u. a. bezogen auf bestimmte Branchen/Wirtschaftszweige (z. B. Sportvereine, Fluglinien, Medien) und die durchzuführenden Tätigkeiten/Wertschöpfungsstufen und Wirtschaftsbereiche (z. B. Produktion/Industrie, Handel, Transport/Logistik). Daneben gibt es sowohl historische, jetztzeitige wie auch zukunftsbasierte Simulationen.
Im Gegensatz zu vielen anderen Strategiespielen sind reine Wirtschaftssimulationen friedlich, oder der kriegerische Aspekt steht stark im Hintergrund. Kriegsorientierte Strategiespiele wie Echtzeitstrategiespiele nutzen oft ähnliche Elemente wie reine Wirtschaftssimulationen, um die verfügbaren Ressourcen zu begrenzen und die militärische Logistik zu simulieren, werden aber trotzdem nicht zu den Wirtschaftssimulationen gerechnet. Allgemein richtet sich bei Wirtschaftssimulationen das Hauptaugenmerk auf den finanziellen Ertrag, während bei Strategiespielen die Wirtschaft der militärischen Option untergeordnet ist.
Außerdem gibt es in diesem Genre auch einige Mischformen, die nicht strikt zu Wirtschaftssimulationen zugeordnet werden können, da sie sich mit dem Echtzeitstrategie-Bereich vermischen. Das trifft unter anderem auf die Siedler- und Anno-Reihe zu.

## Entwicklung
Die früheste noch lauffähig erhaltene Wirtschaftssimulation ist Hamurabi (auch Kingdom genannt), eine textbasierte, rundenorientierte „Simulation“ des Reichs von König Hammurapi, in der es darum ging, drei voneinander abhängige Variablen (die Bevölkerungszahl sowie die Ressourcen Land und Getreide) innerhalb einer begrenzten Zahl von Runden zu maximieren. Es gibt aber detaillierte Berichte über noch frühere Wirtschaftssimulationen, die auf Großrechnern liefen. Die bekannteste davon ist das Sumerer-Spiel.

### Echtzeit-Wirtschaftssimulation
Zu den ersten Echtzeit-Wirtschaftssimulationen kann M.U.L.E. gezählt werden. Eine der bekanntesten und erfolgreichsten Wirtschaftssimulationen ist das Spiel SimCity, bei dem es darum geht eine Stadt zu gründen und zu leiten. SimCity wurde in den ersten beiden Wochen über 1,1 Mio. mal verkauft.
Die Göttersimulation ist eine von Peter Molyneux mit Populous begründete Sonderform. Je nach Sichtweise ist sie ein Strategiespiel oder eine Wirtschaftssimulation, die den Spieler in die Rolle eines Gottes schlüpfen lässt. Im Gegensatz zu reinen Wirtschaftssimulationen lässt die Göttersimulation oft auch die kriegerische Konfrontation mit Konkurrenten zu.
Ein sehr anschauliches Beispiel für eine Warensimulation, eine sehr stark vereinfachte Wirtschaftssimulation, ist das Spiel Die Siedler 2. Der Spieler kann hier den produzierten Stück-Gütern beim Transport über das Wegenetz zusehen.
Die kommerziell erfolgreichste Wirtschaftssimulation aus dem deutschsprachigen Raum ist die Anno-Serie, wo in den meisten Teilen dieser Serie Inseln besiedelt und Handelsnetzwerke mit Schiffen aufgebaut werden.
Die Online Echtzeit-Wirtschaftssimulationen verzeichnen auch mehr Nutzer. Das Spiel Farmerama hat über 48 Mio. angemeldete Accounts. Die Nutzerzahlen verdankt das Spiel auch der Einbindung von sozialen Netzwerken wie Facebook.

### Rundenbasierte Wirtschaftssimulation
In den 1980er und 1990er Jahren erschienen im deutschsprachigen Raum rundenbasierte Handelssimulationen. Bekannte Titel waren Kaiser und Hanse, Oil Imperium, Der Patrizier. Als in den meisten anderen Genres bereits die 3D-Grafik Einzug gehalten hatte, waren Spiele wie Die Fugger II immer noch mit einfachen Standgrafiken in Deutschland erfolgreich. Jüngere Handelssimulationen, wie Port Royale oder Die Gilde, setzten auf echtzeitbasierten Spielablauf und modernere Technik.